# Юльянув (гміна Ожарув)
Юльянув (пол. Julianów) — село в Польщі, у гміні Ожарув Опатовського повіту Свентокшиського воєводства.
Населення — 88 осіб (2011).
У 1975-1998 роках село належало до Тарнобжезького воєводства.

## Демографія
Демографічна структура на день 31 березня 2011 року:
|          | Загалом | Допрацездатний вік | Працездатний вік | Постпрацездатний вік |
| -------- | ------- | ------------------ | ---------------- | -------------------- |
| Чоловіки | 45      | 10                 | 31               | 4                    |
| Жінки    | 43      | 9                  | 25               | 9                    |
| Разом    | 88      | 19                 | 56               | 13                   |